# Housle
Housle jsou strunný smyčcový nástroj se čtyřmi strunami laděnými v čistých kvintách: g, d¹, a¹, e². Mají hlubokou tradici v evropské klasické hudbě, většina skladatelů jim věnovala důležitou část svého díla. Jsou nejmenší z rodiny houslových nástrojů, mezi které se řadí ještě viola a violoncello. Příbuzný smyčcový nástroj – kontrabas, však svou stavbou patří do violové rodiny (stejně jako např. renesanční a barokní nástroj viola da gamba).
Kromě klasických houslí existují i jejich různé varianty, například violinofon, který k houslím přidává plechovou ozvučnici, nebo pětistrunné housle, které přidávají pátou strunu a vzniklé housle tak pokrývají i rozsah violy.

## Stavba houslí
Hlavní část houslí tvoří ozvučná skříň, na kterou je připevněn krk zakončený šnekem a nesoucí hmatník. Struny jsou ve spodní části houslí upevněny pomocí struníku zavěšeného poutkovou strunou přes velký pražec na žaludu, dále jsou vedeny přes kobylku, nad hmatníkem a upevněny v količníku, kde se napínají kolíčky.

### Trup

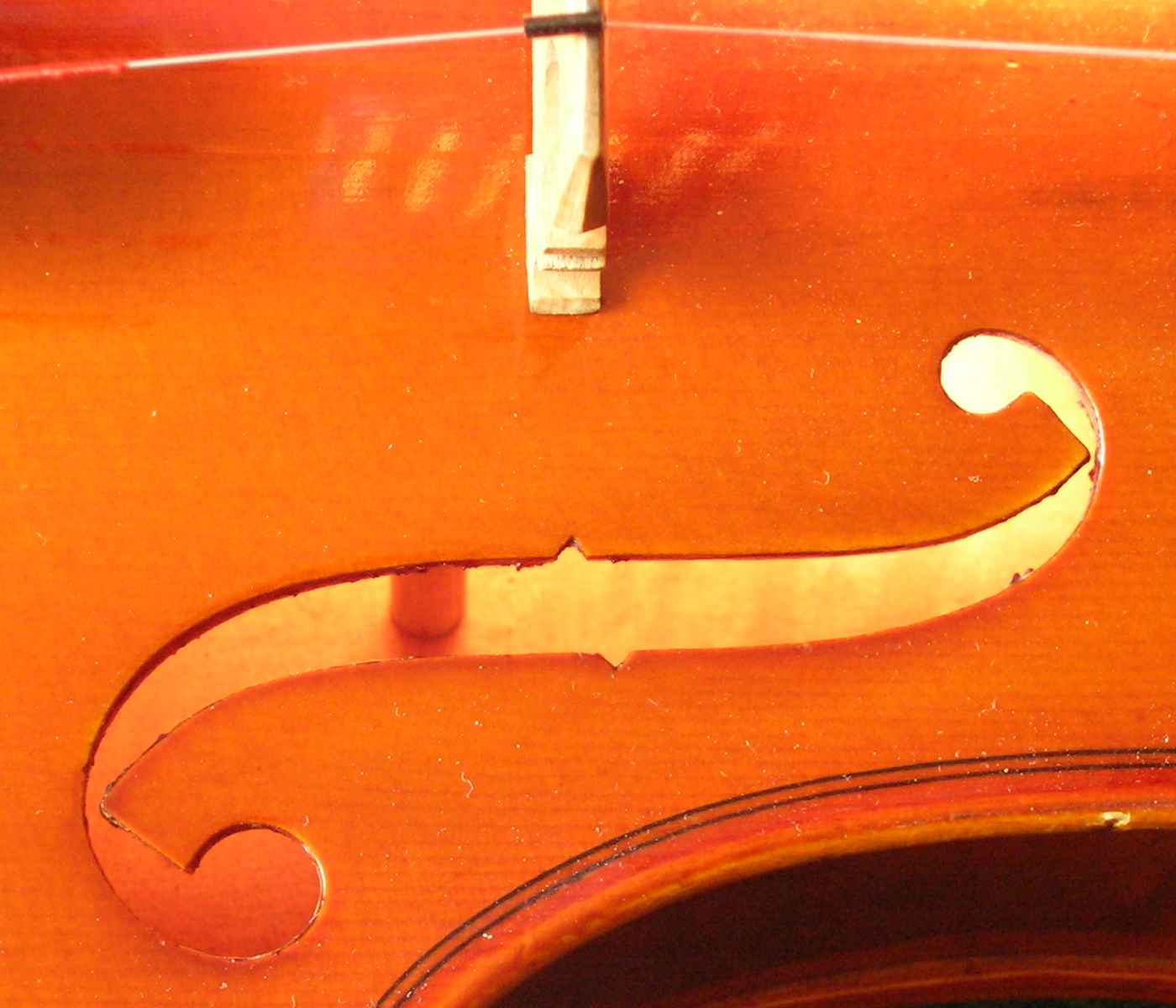
Pohled na duši uvnitř houslí

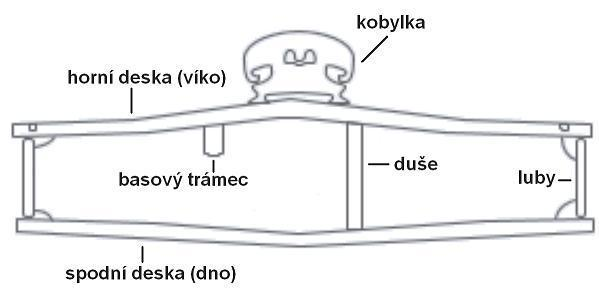
Průřez houslemi

Ozvučnou skříň neboli ozvučnici tvoří dvě mírně klenuté desky, u krajů spojené s luby. V horní desce jsou vyřezané dva otvory ve tvaru písmene f (tzv. efa), které umožňují lepší výstup zvuku z vnitřku houslí a ovlivňují tvar ohybu víka. Horní deska se vyrábí ze smrkového dřeva s hustými letokruhy, spodní deska a luby bývají javorové. Okraje desek jsou lemovány ozdobným vykládáním (tzv. výložkami), které kromě estetické funkce částečně chrání dřevěné desky před naštípnutím. U laciných modelů jsou výložky jen naznačené barvou.
Ze spodní strany víka, pod strunou G, je připevněna dřevěná lišta zvaná basový trámec, která pomáhá roznášet nízké frekvence po celé desce a zároveň desku zpevňuje. Duše naopak přenáší vysoké frekvence ze svrchní desky na spodní. Je vložena mezi obě desky poblíž nožky kobylky pod strunou E. I nepatrná odchylka v jejím umístění má za následek výraznou změnu barvy a intenzity tónu houslí. Duše rovněž svým vzepřením zpevňuje konstrukci korpusu a podpírá klenbu vrchní desky.
Na levé straně víka či řidčeji také uprostřed, přímo přes struník, bývá připevněn podbradek pro větší komfort při hraní. Většina houslistů ještě používá ramenní opěrku, tzv. pavouk, což je opěrka, která se nasazuje na spodní část houslí tak, aby netlačily na klíční kost.

### Krk
Krk se vyrábí ze stejného dřeva jako spodní deska a luby, tedy nejčastěji z javoru. Na jeho svrchní části je naklížen hmatník z ebenového dřeva, u levnějších nástrojů se používají lacinější druhy tvrdého dřeva obarvené na černo, například opět javorové.
Na konci krku se nachází količník zakončený šnekem, jehož zpracování je znakem kvalitní výroby. Struny jsou v kolíčníku navinuty na čtyři kolíčky a jsou vedeny přes malý pražec (na začátku hmatníku) dále nad hmatník a přes kobylku do struníku.

### Kobylka

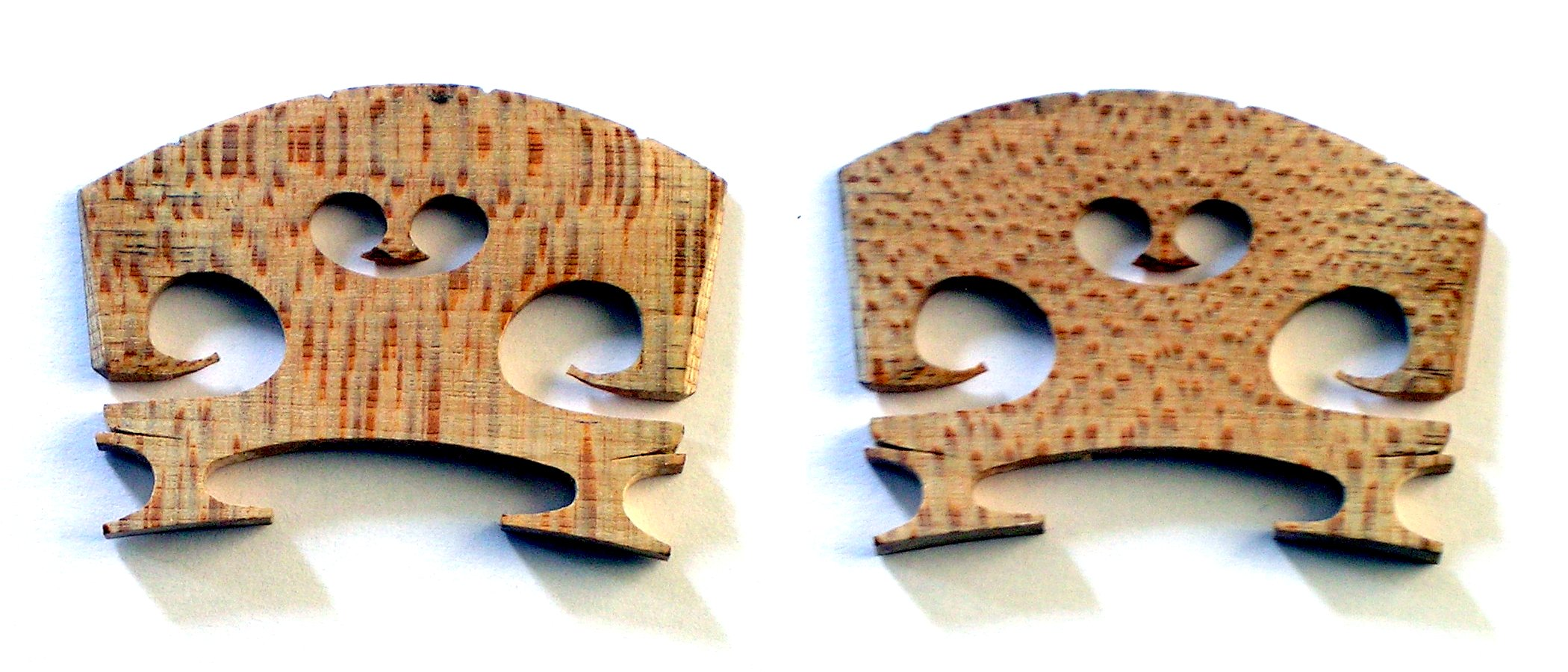
Přední a zadní pohled na houslovou kobylku

Kobylka se vyrábí z javorového dřeva a má několik důležitých funkcí:
- Drží struny v určité vzdálenosti od hmatníku.
- Její zaoblený tvar dovoluje, aby se smyčec dotýkal strun odděleně.
- Přenáší vibrace strun na trup houslí.
- Slouží jako akustický filtr – omezuje některé frekvence strun, které by zhoršovaly tónové vlastnosti houslí. I malá odchylka v umístění kobylky má za následek výraznou změnu charakteru tónu houslí (podobně jako v případě duše).

U kovových strun je obvyklá vzdálenost struny nad koncem hmatníku okolo 2,5 mm pro strunu e2 a rovnoměrně se zvětšuje až po cca 4 mm u struny g. U střevových strun jsou vzdálenosti nad hmatníkem poněkud vyšší.

### Struník
Na struník jsou připevněny konce strun a je vyráběn ze dřeva, kosti, kovu nebo plastu. Ze spodní části struníku vede poutková struna, která je připevněna k tzv. žaludu. Tím je zabezpečeno, že se struník nedotýká horní desky houslí. Na struníku mohou být také namontované dolaďovače, které slouží k jemnému dolaďování zejména u strun s kovovým jádrem. Existují i struníky s vestavěnými dolaďovači.

### Smyčec

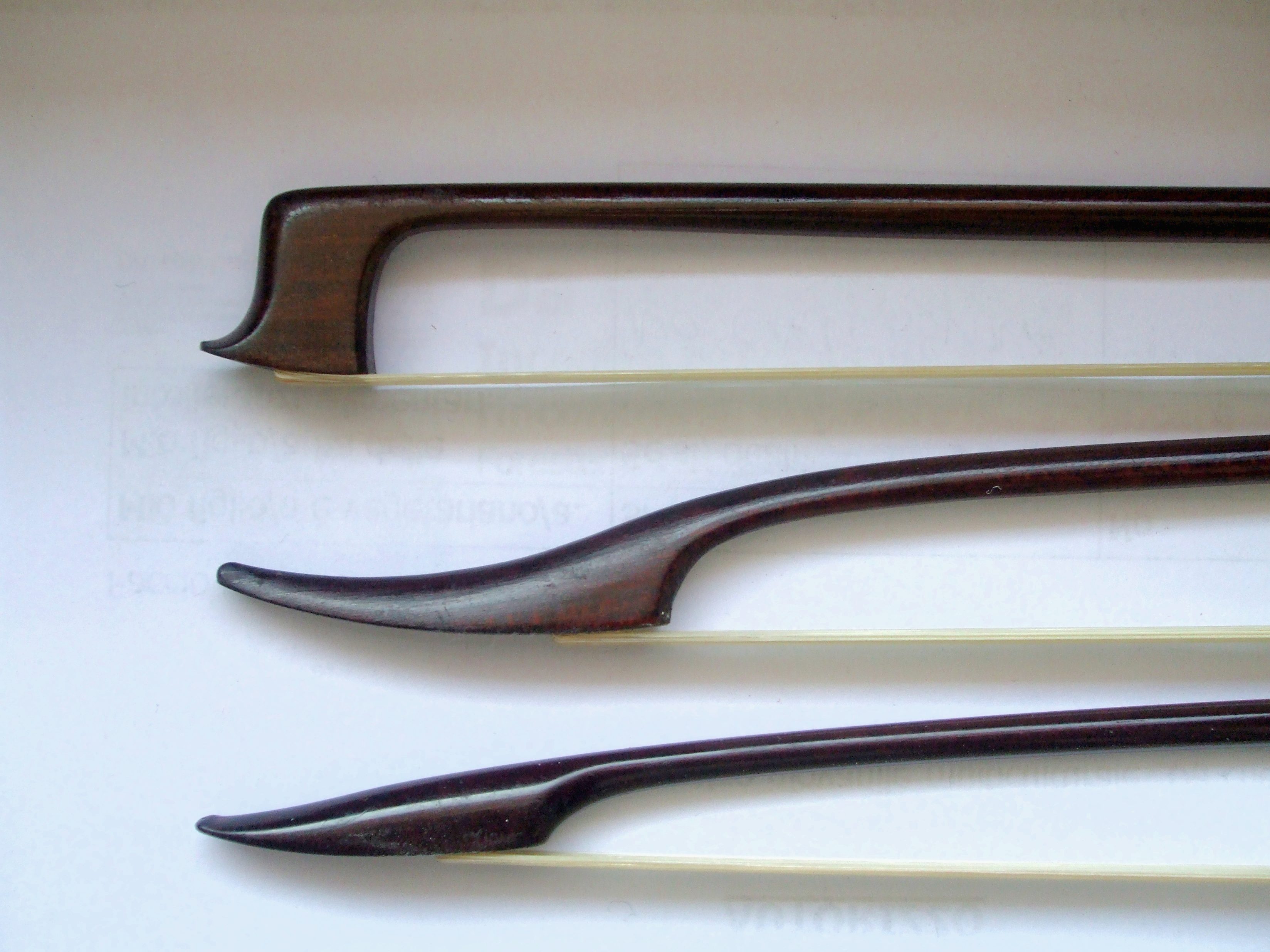
Různé houslové smyčce

Hlavní součástí smyčce jsou žíně napnuté mezi špičkou smyčce a tzv. žabkou. Žíně lze povolovat a napínat pomocí šroubu u žabky a je třeba je pravidelně mazat kalafunou pro lepší tření se strunou. Výběr kalafuny a její množství nanesené na smyčec se řídí podle stáří žíní, podle stylu hry a požadovaného efektu, měkčí kalafuny jsou zpravidla tmavší, světlejší kalafuny bývají tvrdší. U nejlevnějších typů smyčců se koňské žíně nahrazují syntetickými vlákny, která však mají horší užitné vlastnosti. Dřevěná hůlka smyčce bývá obyčejně vyrobená z fernambukového dřeva, lacinější dřevo na smyčce je brazilové a vyrábějí se též smyčce karbonové a plastové. Dražší smyčce bývají zpravidla vyrobeny technologií štípání dřeva přesně po letech, což zaručuje, že se nikdy nezačnou prohýbat směrem do strany. Na mistrovské smyčce se při výrobě a ozdobném vykládání žabky používají ušlechtilé a vzácné materiály, jako jsou perleť, stříbro, zlato, slonovina, želvovina atd.

### Struny
Houslové struny se dříve vyráběly z ovčích střev. Dnes tyto struny používají interpreti, kteří chtějí docílit autentického zvuku, jaký měly housle v dřívějších dobách. Později se začalo na struny ze střev přidávat kovové vinutí, což dovolovalo silnější záběry smyčcem a tím silnější zvuk.
Moderní struny se skládají z jádra tvořeného syntetickým nebo kovovým vláknem a z kovového vinutí (hliníkové, ocelové, stříbrné, chromové, titanové apod.) Dnešní nejkvalitnější struny mají podobný teplý zvuk jako střevové struny a zároveň se nerozlaďují ani při změnách vlhkosti a dlouhém hraní, což byla hlavní nevýhoda střevových strun.

### Lak

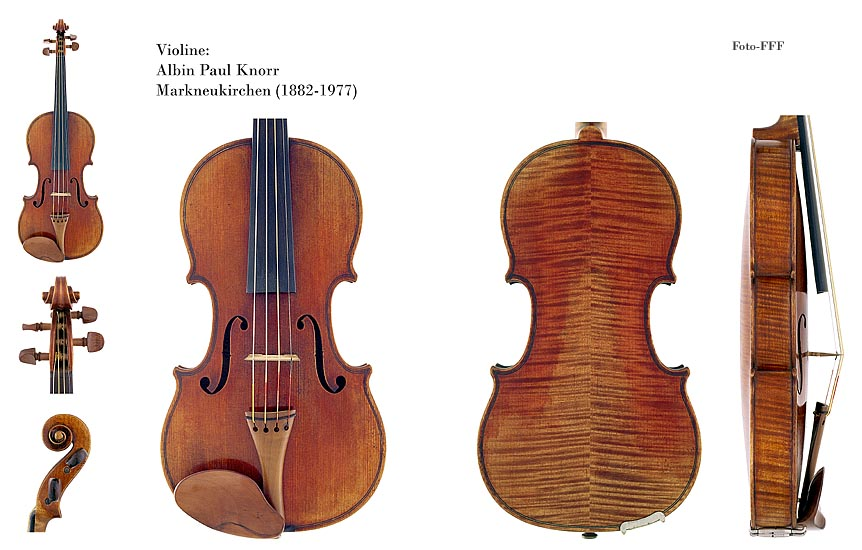
Pohled na housle z různých úhlů

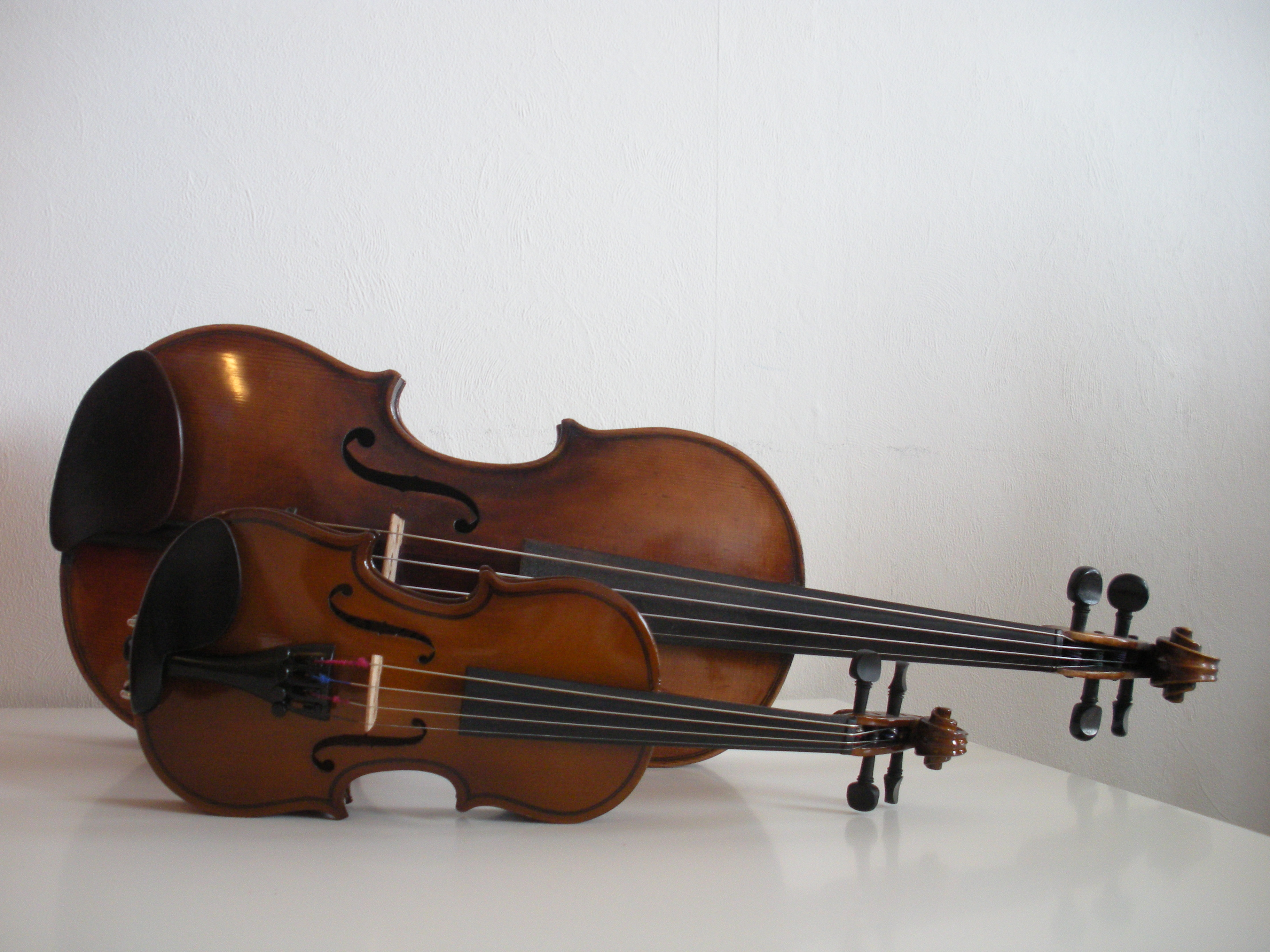
Porovnání houslí velikosti 1/16 a 4/4

Lak chrání housle před mechanickým a chemickým poškozením a plní i estetickou funkci. Existuje mnoho receptur, hlavní součástí jsou přírodní pryskyřice naložené v oleji nebo ethanolu. Další přísady mohou být:
- mastix – pryskyřice řečíku lentišku (Pistacia lentiscus)
- pryskyřice benzoová
- šelak – přírodní živice získávaná z výměšků červce lakového (Tachardia lacca)
- sandarak – pryskyřice stromu sandarakovníku článkovaného (Tetraclinis articulata)
- kopál – fosilizovaná pryskyřice
- jantar
- dračí krev – přírodní barvivo získávané z různých druhů stromů, například z dračince rumělkového
- šafrán
- terpentýn
- propolis

Lak však nemůže vylepšit akustické vlastnosti houslí. Zvuk nenalakovaných houslí se postupem doby zhoršuje (v souvislosti s degradací dřeva); lak pouze pomáhá uchovat zvukové vlastnosti po dlouhou dobu. Na levné tovární a školní housle se používají laky na bázi umělé pryskyřice (polyuretanové laky). Takové nalakování je mnohem odolnější než tradiční olejové nebo dokonce lihové laky, lak schne v porovnání s tradičními materiály rychle, ale tónová kvalita takto lakovaných houslí je horší.

### Velikosti
Délka těla standardních „čtyřčtvrťových“ (4/4) houslí je asi 36 až 38 cm, pro výuku dětí se používají i menší housle: tříčtvrťové (3/4), půlové (1/2), čtvrťové (1/4) atd. Toto označení je ale jen orientační, kupříkladu skutečná délka půlových houslí je přibližně 31 cm.
Pro výběr vhodné délky houslí platí jednoduché pravidlo: když má dítě housle pod bradou, musí dlaní levé ruky dosáhnout na konec šneku tak, aby si vidělo na špičky prstů.

## Hra na housle

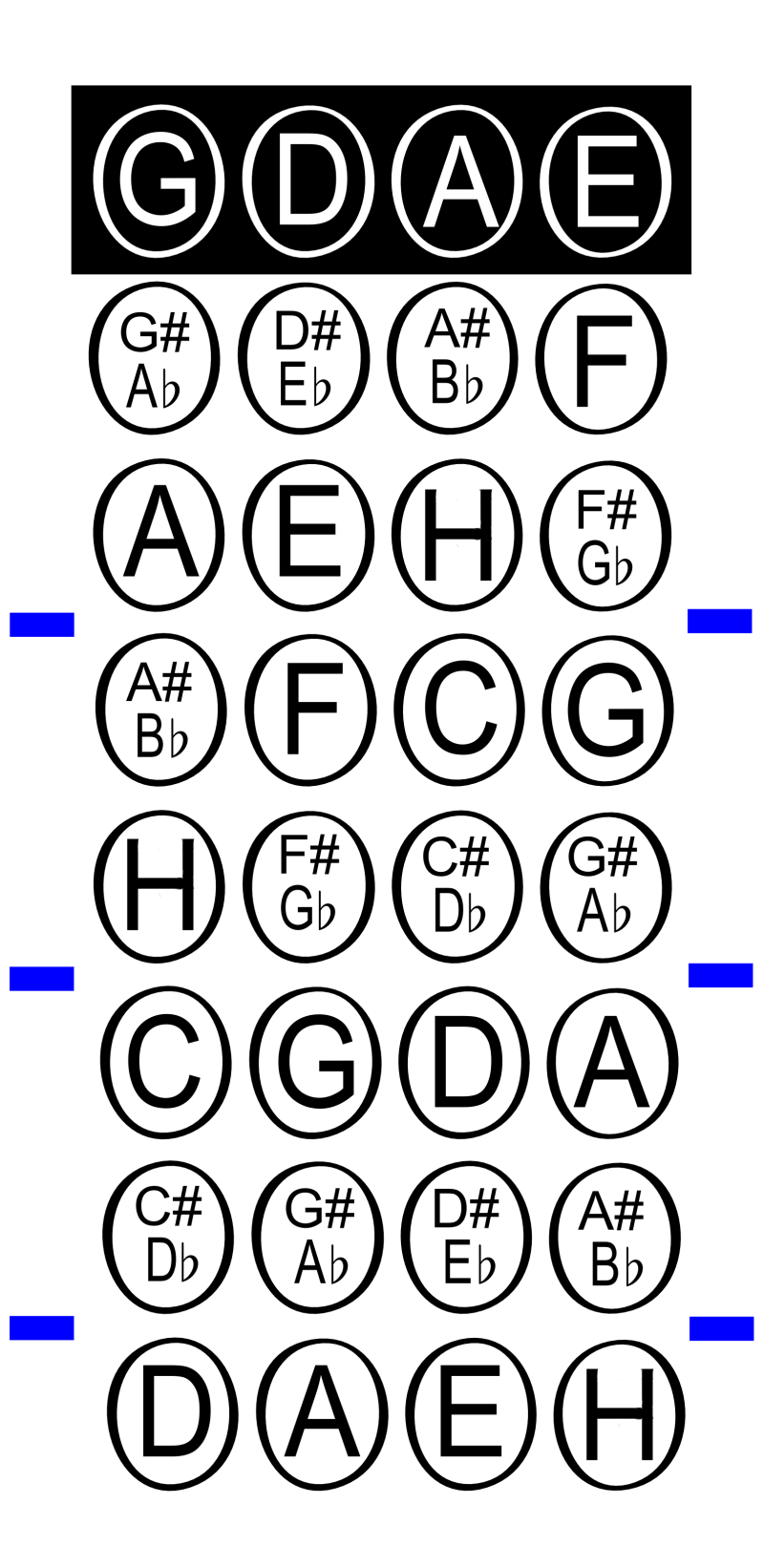
Houslový prstoklad v první poloze

Das Ständchen od Carla Spitzwega

Housle se drží pod bradou a levou rukou se určují na hmatníku výšky tónů. Pravá ruka buď rozeznívá struny smyčcem, nebo brnkáním (tzv. pizzicato). Housle nemají pražce jako kytara, houslista tedy musí znát přesná místa, kam položit prst, aby zazněl určitý tón.
Prsty se značí od 1 (ukazováček) do (4 malíček). Číslo 0 znamená, že se má ve skladbě hrát prázdná struna. Tabulka vlevo ukazuje, jakými prsty se hrají tóny v první poloze. Prvním prstem se hrají celé tóny a, e¹, h¹, f² (sekce ohraničená modrou značkou). Prvním prstem se hrají také všechny zmenšené a zvětšené tóny od těchto tónů: as, ais, es¹, eis¹, b¹, his¹, fis². Stejně je tomu i u dalších prstů; např. druhý prst: hrají se jím tóny h, f¹, c¹, g² a jejich zvětšené a zmenšené varianty. Hraní zvětšeného tónu čtvrtým prstem se označuje jako tzv. přesah, případně přehmat.

### Polohy
Poloha označuje vzdálenost levé ruky od začátku hmatníku; první poloha je základní (viz tabulka vlevo). Druhá poloha znamená, že houslista hraje všemi prsty o tón výše (má ruku dále od začátku hmatníku), tzn. hraje prvním prstem to, co by v první poloze hrál prstem druhým, druhým prstem hraje to, co by v první poloze hrál prstem třetím atd. Čím vyšší poloha, tím se hra stává obtížnější, protože se vzdálenosti mezi jednotlivými půltóny zkracují (podobně jako na kytaře), takže aby byl tón čistý, je zapotřebí stále větší přesnosti.
V houslové hře se nejčastěji používají první, třetí a pátá poloha. Houslisté používají často různé polohy jednak pro usnadnění hry a také kvůli změně barvy tónu. Například tón h¹ zahraný na struně d má temnější „violový“ zvuk než tentýž tón zahraný na struně a. Hudební skladatelé těchto zvukových efektů často využívají; například označení sul G znamená, že se má daná pasáž zahrát na struně g.

### Dvojhmaty
Dvojhmat znamená rozezvučení dvou strun najednou. Je daleko náročnější než hraní jednoho tónu, protože houslista se musí soustředit na přesné umístění dvou prstů (nebo jednoho prstu na dvou strunách). Trojhmaty a čtyřhmaty znamenají rozezvučení tří resp. čtyř strun těsně po sobě. Kobylka je nahoře zaoblená, takže struny neleží v jedné rovině a smyčec se může dotýkat jen dvou strun najednou a rozeznívat je. To znamená, že houslista musí držet při vícehmatech všechny prsty na místě, aby se struna mohla správně chvět i poté, co se jí přestane dotýkat smyčcem. Všechny tyto dvoj- a vícehmaty se mohou hrát i s prázdnými strunami.

### Vibrato
Vibrato je obvyklou houslovou technikou, která se vyžaduje při hraní naprosté většiny skladeb. Když houslista hraje určitý tón, vibrata docílí tím, že jemně pohybuje prstem tam a zpět, což má za následek drobné změny ve výšce tónu. Vibrato dodá hře větší emotivnost a barvě tónu větší „sytost“. Dnes se jemné vibrato používá i při přednesu barokních skladeb, ačkoliv se v té době používalo pouze výjimečně.

### Flažolety
Hraní flažoletů je jedna z náročnějších houslových technik.
- Přirozené flažolety využívají vyšších harmonických frekvencí strun a hrají se tak, že se houslista při hře jemně dotýká struny v její polovině, třetině, čtvrtině apod., strunou se ale nesmí dotknout hmatníku. Příklad: takto zahrané h² na struně e (h² je ve třetině struny e) zní jako h³; takto zahrané a² na struně e (a² je ve čtvrtině struny e) zní jako e4.
- Umělé flažolety fungují na stejném principu jako přirozené, ale houslista „uměle“ zkracuje délku struny tím, že jedním prstem mačká určitý tón (zkracuje strunu) a druhým hraje flažolet. Příklad: hraním fis² na struně e a lehkým dotykem h² (ve čtvrtině takto „zkrácené“ struny e), z houslí vychází tón fis4.

### Smyčcové techniky
Housle vydávají silnější zvuk, když se smyčcem hraje s větším přítlakem na struny nebo rychlejšími tahy. Pro barvu tónu a hlasitost je také důležitá vzdálenost smyčce od kobylky: při hraní blízko kobylky se zdůrazňují vyšší harmonické tóny a zvuk je ostřejší; naopak čím dál se hraje smyčcem od kobylky, tím je výsledný zvuk jemnější. Existuje několik smyčcových technik, přičemž následující seznam není vyčerpávající:
| Zvukové ukázky | Zvukové ukázky | Zvukové ukázky |
| Styl           | Zvuk (Ogg)     |                |
| -------------- | -------------- | -------------- |
| Hraní prsty    | 67 KB          |                |
| Prázdná struna | 49 KB          |                |
| Dvojhmaty      | 90 KB          |                |
| Pizzicato      | 44 KB          |                |
| Vibrato        | 55 KB          |                |

- détaché – toto označení znamená, že se noty mají hrát odděleně. Zastavení smyčce na struně utlumí vibrace a tím vznikne malá pomlka mezi notami. Détaché traîné znamená, že se má hrát détaché tak, aby nevnikaly žádné pomlky mezi notami.
- martelé – détaché s velmi silnými tahy smyčcem
- collé – smyk začíná při silném tlaku na smyčec
- legato – na jeden smyk se hraje více tónů po sobě
- staccato – velmi krátký smyk
- spiccato – skákavě – smyčcem se hraje každá nota odděleně, přičemž smyk začíná dopadem smyčce na strunu, následný odraz (odskok) od struny ukončí tón
- sautillé – podobné spiccatu, ale smyčec vždy po struně poskočí několikrát vlastní vahou, zazní tedy velmi rychle za sebou několikrát týž tón, anebo rychlý sled tónů
- col legno – smyčcem se hraje na struny dřevěnou stranou (prutem), ne žíněmi

### Pizzicato
Pizzicato znamená, že se struny rozezvučí brnkáním prstu pravé ruky. V některých skladbách se také objevuje pizzicato levou rukou.

### Dusítko, sordinka

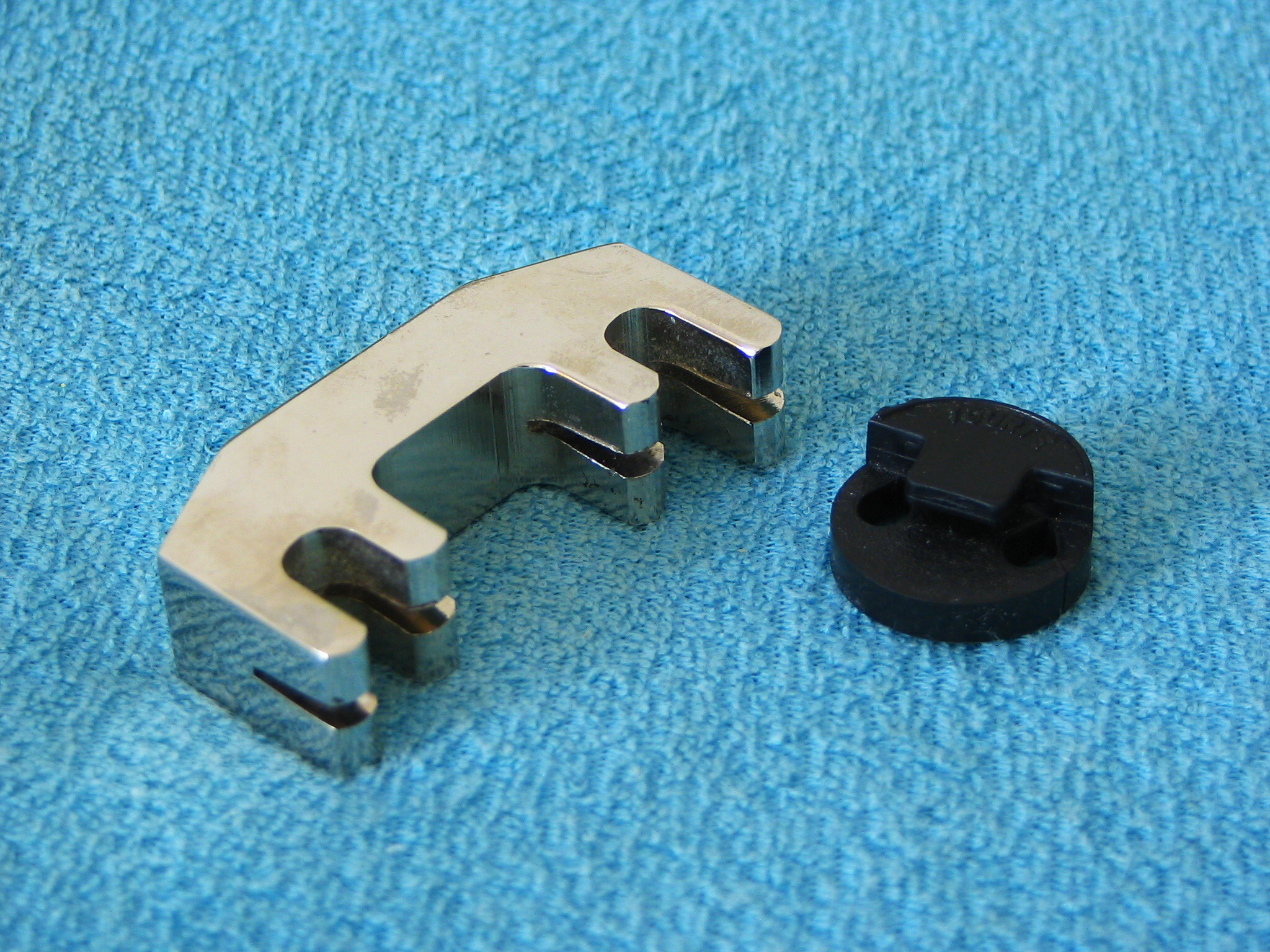
Houslová dusítka, vlevo je tzv. hotelové

Přidáním malého kovového, gumového nebo dřevěného dusítka na kobylku způsobí, že se potlačí některé vyšší frekvence a housle mají tišší a hlavně jemnější tón. Spíše než v sólové hře se tohoto efektu využívá v orchestrálních skladbách, označení con sord. – z italského označení pro tlumítko: sordino. Existují také masivnější „hotelová“ dusítka, která slouží k co největšímu zeslabení zvuku houslí při cvičení, právě abychom svou hrou příliš nerušili ostatní hotelové hosty.

### Ladění

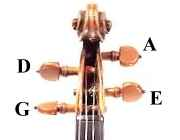
Kolíky houslí

Housle se dají ladit ve dvou stupních: kolíčky nebo i dolaďovači na struníku, které umožňují pohodlné a přesné ladění. Dříve se housle ladily jen pomocí kolíčků, většina houslistů dnes používá dolaďovač alespoň na struně e, která je nejvíce napnutá a tím se i nejhůře ladí.
Struna a se ladí nejdříve (komorní a¹ v rozmezí 440 až 442 Hz), ostatní struny se ladí podle sluchu v čistých kvintách. V některých případech se mohou některé struny o tón podladit nebo přeladit (tato technika se nazývá scordatura a využívají jí některé skladby klasické i folkové hudby).

## Péče o housle

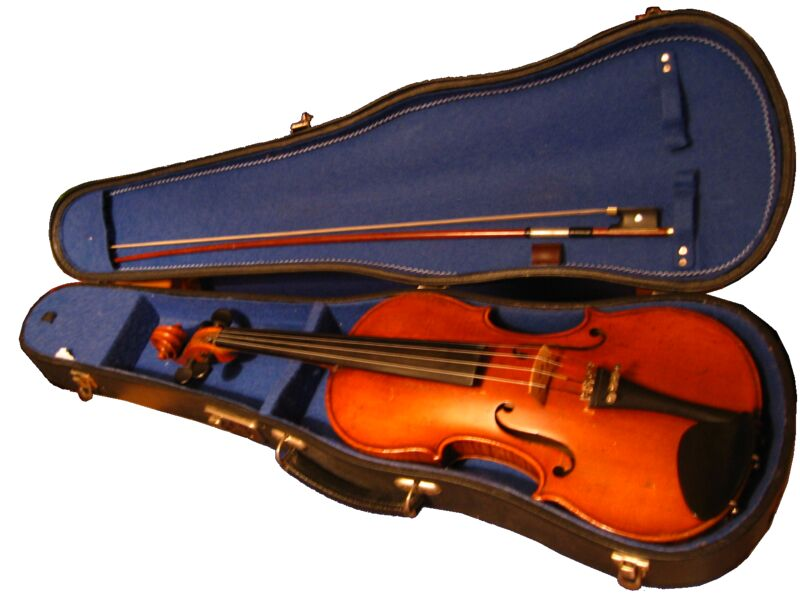
Housle uložené v pouzdře

Jako všechny hudební nástroje, housle vyžadují pečlivé zacházení. Na rozdíl od většiny hudebních nástrojů se může na housle hrát i několik staletí, aniž by se zhoršila jejich tónová kvalita.
Nejdůležitější je pravidelné stírání zbytků kalafuny z laku mezi hmatníkem a kobylkou, protože po delší době kalafuna reaguje s lakem a snižuje jeho kvalitu. Kalafunu je dobré také často odstraňovat ze strun, což zlepší zvukové charakteristiky houslí. Líh je velmi dobré rozpouštědlo kalafuny, ale nesmí přijít do kontaktu s lakem.
Při ladění nebo výměně strun se postupem času může vychýlit nebo posunout kobylka, zpravidla dochází k jejímu postupnému vychylování ke hmatníku (směrem dopředu), následně se kobylka začne prohýbat a tím se velmi zkracuje její životnost a zhoršuje zvuk houslí. Doporučuje se pravidelně kontrolovat, zda zadní rovina kobylky svírá pravý úhel s vrchní deskou houslí (vlivem opracování kobylky do zužujícího se tvaru to při pohledu z boku potom vypadá, že je kobylka mírně zakloněná). Kobylka se má opírat o vrchní desku houslí přesně v místech mezi zářezy na vnitřních stranách otvorů ve tvaru písmene „F“. Na zamýšlená místa dotyku strun s kobylkou ještě před natažením strun naneseme vrstvu grafitu (stačí použít obyčejnou měkkou tužku). Struny potom déle vydrží (lépe kloužou a nedochází tak k většímu mechanickému opotřebování) a rovnání kobylky je snazší.
Pokud se často uvolňují kolíčky, pomáhá jejich namazání bílou křídou nebo lépe speciální tyčinkou k mazání kolíčků. Při častém hraní se doporučuje měnit struny každé tři měsíce. Staré a opotřebované struny (nemusí to na nich být přímo viditelné) mají velmi negativní vliv na kvalitu zvuku. Mimoto dochází k rozladění strun. Toho si povšimneme když struny vyměníme – po výměně se totiž položíme-li prst na místo na které jsme byli zvyklí ho pokládat ozve nepatrně jiný (zpravidla nižší) tón. Praskne-li nám při hře žíně, musíme ji odstřihnout – vždy tak, aby konce stále zůstaly upevněny ve smyčci. Nikdy je nevytrháváme, jinak by došlo k nadměrnému uvolňování žíní, což je důvod pro návštěvu houslaře a nový potah smyčce. U žíní dochází k mechanickému opotřebení – povrch žíní se zahladí, což je též důvod pro nový potah. Žíně se opotřebí v závislosti na intenzitě hraní během i třeba jen dvou měsíců. Nutnost výměny poznáme tak, že položíme smyčec před nakalafunováním na struny houslí, jež držíme pod bradou mírně skloněny (ruka na hmatníku v 1. poloze je asi o 15 cm níže než při hře). Pokud nám smyčec sám sklouzává dolů po strunách, je nutné ho nechat potáhnout. Smyčec po skončení hry povolujeme, aby neochabovala pružnost dřevěné hůlky (prutu).
Houslím neprospívají prudké výkyvy teplot a vlhkosti (hrozí prasknutí desek), z tohoto důvodu se přechovávají v termoizolačních pouzdrech s měřiči vlhkosti, v případě nutnosti se použijí zvlhčovače.

## Historie

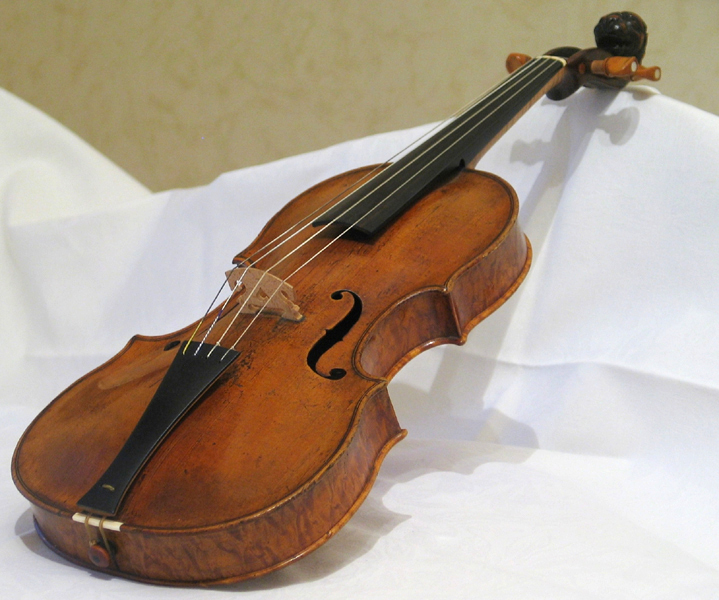
Barokní housle z roku 1658, Jakob Stainer

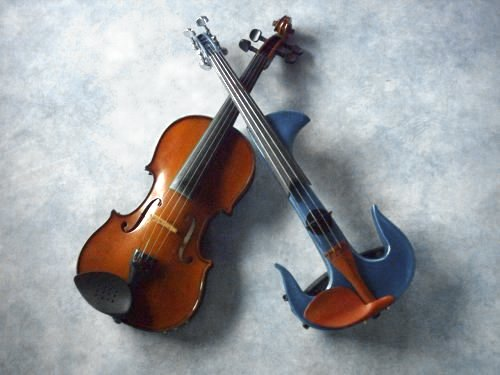
Housle a elektrické housle

Předchůdcem houslí je středověká rubeba (rebec, rebeka), nástupce arabského rabábu, fidéla a jí příbuzná lira da braccio. O rozvoj moderních houslí se zasloužily hlavně italské houslařské rodiny. První moderní housle postavil podle všeho Andrea Amati na objednávku od rodu Medicejských – byl požádán o stavbu nástroje, který by byl vhodný pro pouliční hudebníky. Původně měly housle pravděpodobně napodobovat lidský hlas. Moderní housle rychle získaly oblibu všech společenských vrstev a rozšířily se pro celé Evropě. Nejstarší dochované housle vyrobil taktéž Andrea Amati v Cremoně roku 1564. Snad nejznámější housle „Le Messie“ (známé také jako „Salabue“) vyrobil v roce 1716 Antonio Stradivari. Nikdy se na ně nehrálo a dnes jsou vystaveny v Ashmolean Museum v Oxfordu. Nejznámější houslaři žili v 16. až 18. století:
- italská houslařská rodina Amatiů: Andrea Amati (1500–1577), Antonio Amati (1540–1607), Hieronymous Amati I (1561–1630), Nicolo Amati (1596–1684), Hieronymous Amati II (1649–1740)
- italská houslařská rodina Guarneriů, Andrea Guarneri (1626–1698), Pietro Giovanni Guarneri (Pietro da Mantova) (1655–1720), Giuseppe Giovanni Battista Guarneri (známý jako filius Andreae) (1666–1739), Pietro Guarneri (Pietro da Venezia) (1695–1762) a Bartolomeo Giuseppe Guarneri (Guarnerius del Gesu) (1698–1744)
- Antonio Stradivari (1644–1737), působil v italské Cremoně
- Jakob Stainer (1617–1683), působil v tyrolském Absamu
- Giovanni Battista Guadagnini (1711–1786), benátský houslař působil v Piacenze, Miláně, Parmě, Turíně

Tvar houslí se od té doby prakticky nezměnil, udály se pouze malé změny v konstrukci (například se o něco prodloužil krk a hmatník, což umožňuje hraní vyšších tónů). Housle vyrobené význačnými houslaři v tomto období jsou stále v podstatě nepřekonané v kráse tónu a dodnes se vedou spory o tom, čím je to vlastně způsobeno. Kvalita dřeva hraje důležitou roli. Může jít také o haló efekt. Postupem času se rozvinula sériová výroba houslí (nejprve manufakturní a posléze tovární), která jejich výrobu pronikavě zrychlila a zlevnila, na druhou stranu se takovéto housle zdaleka nemohou měřit s mistrovskými nástroji a slouží víceméně pouze pro školní účely. Manufakturní a tovární nástroje vznikaly zhruba od 20. století také na českém území, nyní je významným producentem nástrojů tohoto typu například Čína.

## Použití v hudbě
Housle jsou úzce spjaty s vývojem evropské klasické hudby, většina hudebních skladatelů jim věnovala značnou část svého díla, někteří z nich byli aktivními houslisty (Bach, Haydn nebo Mozart).

### Sólová hra
Nejslavnější skladby pro sólové housle (bez doprovodu) vznikaly v období baroka (např. Bachovy Sonáty a partity). V hojné míře se v těchto skladbách využívají dvojhmaty. Houslová sólová hra prodělala renesanci ve 20. století díky skladatelům jako např. Bartók, Stravinskij nebo Hindemith.
První houslové koncerty (tj. sólové housle s doprovodem orchestru) se vyvinuly z formy concerto grosso, kde koncertní mistr (sedící napravo u prvního pultu prvních houslí) často hrál vlastní hlas. První skutečné houslové koncerty složil Vivaldi a Bach. Z období klasicismu jsou významnými autory W. A. Mozart a Ludwig van Beethoven, který pokládá základy romantického houslového koncertu – přibližuje ho pojetím k symfonii. O tom svědčí i jeho délka – cca 40 minut. Nejslavnější a nejhranější houslové koncerty z období romantismu zkomponovali Bruch, Mendelssohn, Brahms, Sibelius, Čajkovskij atd. Snad nejslavnějším houslistou a zároveň skladatelem byl Niccolò Paganini, který věnoval houslím převážnou část své tvorby. Z houslistů/tek 20. století můžeme jmenovat Fritze Kreislera, Jaschu Heifetze, Yehudiho Menuhina, Davida Fjodoroviče Oistracha, Leonida Kogana, Henryka Szerynga, Itzhaka Perlmana, Idu Haendlovou, Pinchase Zuckermanna, Hilary Hahnovou, Maxima Vengerova a další.

### Orchestrální a komorní hudba
Housle jsou základem každého symfonického i komorního orchestru, běžné jsou i smyčcové orchestry. Už od doby baroka existují v orchestru dva samostatné houslové hlasy: první housle (nejčastěji 16 hráčů) a druhé housle (14 hráčů).
Housle tvoří také nedílnou součást smyčcových kvartetů a kvintetů, časté jsou také skladby pro housle, klavír a další smyčcové nástroje (tzv. klavírní trio popř. klavírní kvartet). Nejčastější kombinací smyčcových nástrojů je ale smyčcový kvartet, který sestává ze dvou houslí, violy a violoncella. Pro toto obsazení existuje literatura již od doby klasicismu.

### Další styly
Housle jsou důležité pro mnoho hudebních stylů jako folková hudba, cimbálová muzika, pop, tango, romská hudba či klezmer, v menší míře i rock a jazz; v současnosti dokonce i pro extrémnější styly jako např. black metal. Ve většině moderních stylů se však používají elektrické housle.